# Dante Senger
Dante Adrián Senger (Juan José Castelli, 4 marzo 1983) è un ex calciatore argentino, di ruolo attaccante.

## Carriera
Dante Senger inizia la sua carriera nell'Estudiantes, collezionando, in due anni, 15 presenze.
Nel 2006 passa al Locarno, dove gioca con continuità e rivela le sue doti di prolifico attaccante.
Dopo una sola stagione torna in patria tra le file del Quilmes, lasciati anch'essi dopo un solo anno, per tornare nuovamente in Svizzera.
Dopo due ottime stagioni lascia definitivamente il Locarno per passare al Lugano, firmando un contratto pluriennale.
Nell'agosto del 2012 si accasa all'Aarau.

## Statistiche

### Presenze e reti nei club
Statistiche aggiornate al 12 agosto 2012.
| Stagione           | Squadra            | Campionato         | Campionato | Campionato | Coppe nazionali | Coppe nazionali | Coppe nazionali | Coppe continentali | Coppe continentali | Coppe continentali | Altre coppe | Altre coppe | Altre coppe | Totale | Totale |
| Stagione           | Squadra            | Comp               | Pres       | Reti       | Comp            | Pres            | Reti            | Comp               | Pres               | Reti               | Comp        | Pres        | Reti        | Pres   | Reti   |
| ------------------ | ------------------ | ------------------ | ---------- | ---------- | --------------- | --------------- | --------------- | ------------------ | ------------------ | ------------------ | ----------- | ----------- | ----------- | ------ | ------ |
| 2004-2005          | Estudiantes        | 1D                 | 3          | 0          | -               | -               | -               | -                  | -                  | -                  | -           | -           | -           | 3      | 0      |
| 2005-2006          | Estudiantes        | 1D                 | 11         | 0          | -               | -               | -               | -                  | -                  | -                  | -           | -           | -           | 11     | 0      |
| Totale Estudiantes | Totale Estudiantes | Totale Estudiantes | 15         | 0          | -               | -               | -               | -                  | -                  | -                  | -           | -           | -           | 15     | 0      |
| 2006-2007          | Locarno            | CL                 | 22         | 12         | -               | -               | -               | -                  | -                  | -                  | -           | -           | -           | 22     | 12     |
| 2007-2008          | Quilmes            | 2D                 | 17         | 3          | -               | -               | -               | -                  | -                  | -                  | -           | -           | -           | 17     | 3      |
| 2008-2009          | Locarno            | CL                 | 19         | 13         | CS              | 1               | 0               | -                  | -                  | -                  | -           | -           | -           | 20     | 13     |
| 2009-2010          | Locarno            | CL                 | 24         | 20         | CS              | 2               | 0               | -                  | -                  | -                  | -           | -           | -           | 26     | 20     |
| Totale Locarno     | Totale Locarno     | Totale Locarno     | 43         | 33         | -               | 3               | 0               | -                  | -                  | -                  | -           | -           | -           | 46     | 33     |
| 2010-2011          | Lugano             | CL                 | 22         | 17         | CS              | 2               | 1               | -                  | -                  | -                  | -           | -           | -           | 24     | 18     |
| 2011-2012          | Lugano             | CL                 | 19         | 10         | CS              | 1               | 1               | -                  | -                  | -                  | -           | -           | -           | 20     | 11     |
| Totale Lugano      | Totale Lugano      | Totale Lugano      | 41         | 27         | -               | 3               | 2               | -                  | -                  | -                  | -           | -           | -           | 44     | 29     |
| 2012-2013          | Aarau              | CL                 | -          | -          | CS              | -               | -               | -                  | -                  | -                  | -           | -           | -           | -      | -      |
| Totale Carriera    | Totale Carriera    | Totale Carriera    | 120        | 66         | -               | 5               | 1               | -                  | -                  | -                  | -           | -           | -           | 124    | 66     |

## Palmarès
- Challenge League: 1

Aarau: 2012-2013